# Тёлёс
Тёлёс (телес, толос; кирг. дөөлөс, алт. тӧӧлӧс, тӧлӧс тув. түлүш, древнетюрк. төлис/түлис) — род у алтайцев, киргизов, тувинцев, турок-месхетинцев. Являются потомками древних теле и тюркютов.

## История
Древние тюрки Алтая (тюркюты) в VI—VII вв. учредили в Горном Алтае систему «тёлис/тардуш», которая делила войско на два крыла: восточную (старшую) — тёлис и западную (младшую) — тардуш. После разгрома Тюркского каганата в 630 г. Чеби-хан основал княжество на Алтае (Тёлёсское ханство). Он привёл с собою на Алтай 30000 воинов, остатки которых, впоследствии стали родом тёлёс. Тёлёсское ханство существовало самостоятельно до середины XVII в. В 1652 г. тёлёсы вошли в состав Теленгитского ханства. Причиной данного поступка явилось невозможность дальнейшего самостоятельного противостояния русской колониальной политике.
Многие топонимы Грузии, в том числе в Месхети, связаны с различными племенами Тюркского каганата. Судя по грузинской топонимике, в VI в. здесь в основном осели племена толос (иногда в источниках — тулус или телес/теле) и туба (тубо/тоба). Известные в источниках с III в. до н. э., они проживали вначале в Центральной Азии, но постепенно в раннем средневековье часть из них оказалась на Кавказе. В их среде, по одной из версий, возник в V в. этноним тюрок (мн. ч. тюркют), ставший впоследствии единым именем всех тюркских народов.
Племя телес, согласно Л. Н. Гумилёву, является реликтом тюркютов. Другие исследователи происхождение рода телес связывали с древними племенами теле (динлин, гаогюй). В этногенетическом плане древние племена теле сопоставляются Л. П. Потаповым с телеутами, теленгитами и телесами.
С. П. Толстов отождествляет некоторые телесские племена с племенами огузов, входившими в состав 24-х древних огузо-туркменских племён согласно «Родословной туркмен» Абу-ль-Гази.
При этом существует мнение о монгольском происхождении племён теле и тюркютов. Согласно Н. Я. Бичурину, тюркюты, динлины (дили) и гаогюй имели монгольское происхождение. По его мнению, гаогюй вначале прозывались дили и позже были прозваны гаогюйскими динлинами. А. С. Шабалов полагает, что телесы и их предшественники дили, гаогюй и тюркюты первоначально говорили на разновидности монгольского языка.

## Алтайские тёлёсы
На Алтае род Тӧӧлӧс является крупным сеоком, распространённым среди алтайцев, теленгитов и телеутов. В настоящее время у алтайских тӧӧлӧсӧв есть свой зайсан (начальник). Родственные алтайским тёлёсам сеоки: Кёбёк, Алмат, Тябак, Тьети-Тас, Чагат, Тярык, Шакшылык. Представители рода тёлёс духа прародины, т. е. тёса, именуют Бакты-Каном.

## Тувинские тёлёсы
Тувинская группа тюлюш очень компактно расселена в Улуг-Хемском (долине Торгалыга), а также Овюрском и Дзун-Хемчикском районах Тывы. Исследователь тувинского этноса Н. А. Сердобов считал, что более правильно было бы рассматривать тюлюшей как ответвление тёлёсов, а стало быть и азов, или даже родственное тёлёсам, но обособленное племя.